# Beech Island (Carolina del Sur)
Beech Island es un lugar designado por el censo ubicado del condado de Aiken en el estado estadounidense de Carolina del Sur. Toma su nombre de Beech Island, una isla cercana  que es políticamente parte de Georgia, pero geográficamente separada del resto de Georgia por un río que cambió su cama. Fue precedida por la factoría y fortaleza en Savannah.
Uno de los más antiguos asentamientos en Carolina del Sur, Beech Island es una comunidad ubicada a lo largo del río Savannah, en el Condado de Aiken. Beech Island comenzó en la década de 1680 como la solución de Savano, un importante centro comercial y de "punto" de partida para el desierto occidental. Los productos europeos, fueron enviados a Savano  a través del río Westobou (Savannah River).
El habitante más famoso Beech Island fue James Brown que vivió allí durante las últimas décadas de su vida en una finca de 60 hectáreas.

## Geografía
Beech Island se encuentra ubicada en las coordenadas 33°25′39″N 081°53′27″O / 33.42750, -81.89083.
Beech Island es también el hogar de la mayoría de los transmisores de televisión que sirven a la Augusta, GA MSA.